# Dagmar Lodén
Dagmar Gurli Elisabeth Lodén, född Henning 28 december 1904 i Stockholm, död 19 november 1989 i Leksand, var en svensk målare och textil formgivare. Hon gifte sig 1930 med konstnären Karl Otto (Kalle) Lodén, som dog 1944.
Lodén, som var dotter till direktören Ernst Henning och Karin Holmberg, studerade vid Tekniska skolan i Stockholm åren 1924–1925 och vid Konsthögskolan i Stockholm 1926–1931 . 
Tillsammans med sin make Kalle Lodén som hon träffade under studietiden vid Konsthögskolan arbetade hon med offentliga utsmyckningar. Ett exempel är altarmålningen Heliga tre kungars tillbedjan, som gjordes för Södersjukhusets doprum 1943. Efter makens död avslutade hon deras sista gemensamma arbete i Stockholm och flyttade med sina barn till Leksand.
Hon arbetade periodvis under 1940- och 1950-talen som formgivare hos Jobs handtryck i Västanvik. Ett av hennes mest kända mönster är Tistlar från 1949. 
Vid Alice Lunds textilateljé verkade Lodén som konstnärlig ledare under många år. För bland annat Säters kyrka, Hjorthagens kyrka, Slottskyrkan vid Stockholms slott, Siljansnäs kyrka och Ramnäs kyrka ansvarade hon för uppdragen att utföra genomarbetade textiluppsättningar från Alice Lund. Hos Alice Lund formgav hon också t.ex. bildvävnader till kyrkorna i Nynäshamn och Gällivare, en kormatta till Stora Tuna församling och en gobeläng i Leksands kyrkas gravkapell.
Lodén är representerad på Nationalmuseum.